# 제임스 K. 포크
제임스 녹스 포크(영어: James Knox Polk, 1795년 11월 2일 ~ 1849년 6월 15일)는 미국의 11번째 대통령(1845~49)이다. 노스캐롤라이나주에서 태어났지만, 일생의 대부분을 테네시주에서 보냈다.
알래스카주를 영국과의 협상 끝에 미국과 합치지는 못하였지만, 1845년 텍사스주를 미국의 제28번째 주로 합병하였다. 그리고 멕시코-미국 전쟁에서 오늘날 미국 영토의 4분의 1에 달하는 지역을 빼앗아 합병했다.

## 어린 시절
노스캐롤라이나주 파인빌 근처에 있는 농장집에서 태어났다. 포크 가는 아일랜드로부터 미국으로 이주해왔다.
1806년 아버지 새뮤얼 포크는 그의 큰 가족을 데리고 테네시주의 기름진 덕 리버 밸리(Duck River Valley)로 이주하였다. 그는 부동산 투자와 농장경영, 측량업을 겸업하여 그 지방에서 가장 부유한 사람들 중의 하나가 되었다.
10명의 자식들 중의 첫째인 제임스는 키가 작고 아픈 소년이었다. 그러나 그는 아버지의 측량을 돕고 큰 농장을 경영하는 것을 배워 후에 잡화점의 점원으로서 간단히 일하였다.

### 교육
포크는 모리에 있는 시온 교회에서 1년간 공부하였고, 그러고나서 머프리스보로 아카데미에 들어갔다. 1815년 노스캐롤라이나 대학교의 2학년 교실에 들어가 1818년 모범생으로서 졸업하였다.
졸업 후에 포크는 고향에 돌아와 테네시 주에서 으뜸가는 변호사들과 정치인들의 하나인 펠릭스 그런디의 법률 사무소에 들어갔다. 그런디는 포크를 앤드루 잭슨에게 소개시켰다. 공부가 끝난 후에 포크는 1820년 법정에 수용되어 컬럼비아에서 변호사 개업을 시작하였다.

## 정치적 경력

### 변호사와 입법자
정치적인 일들이 법률보다 더 많이 인기거리를 증명하였다. 자신의 작은 신장과 민주당을 대표한 자신의 연설이 그에게 "그루터기의 나폴레옹"이란 별명이 붙게 되었다. 1821년 아직도 변호사 개업을 하는 동안에 그는 테네시주 상원의 최고 서기가 되었다.
1823년 테네시주 하원에 선출된 포크는 주립 학교 제도를 향상시키고 세금을 줄이는 일을 하였다. 자신의 장래에 가장 중요성으로 그는 앤드루 잭슨의 대통령이 될 야망들을 성원하였다.

### 사라 차일드레스와 결혼

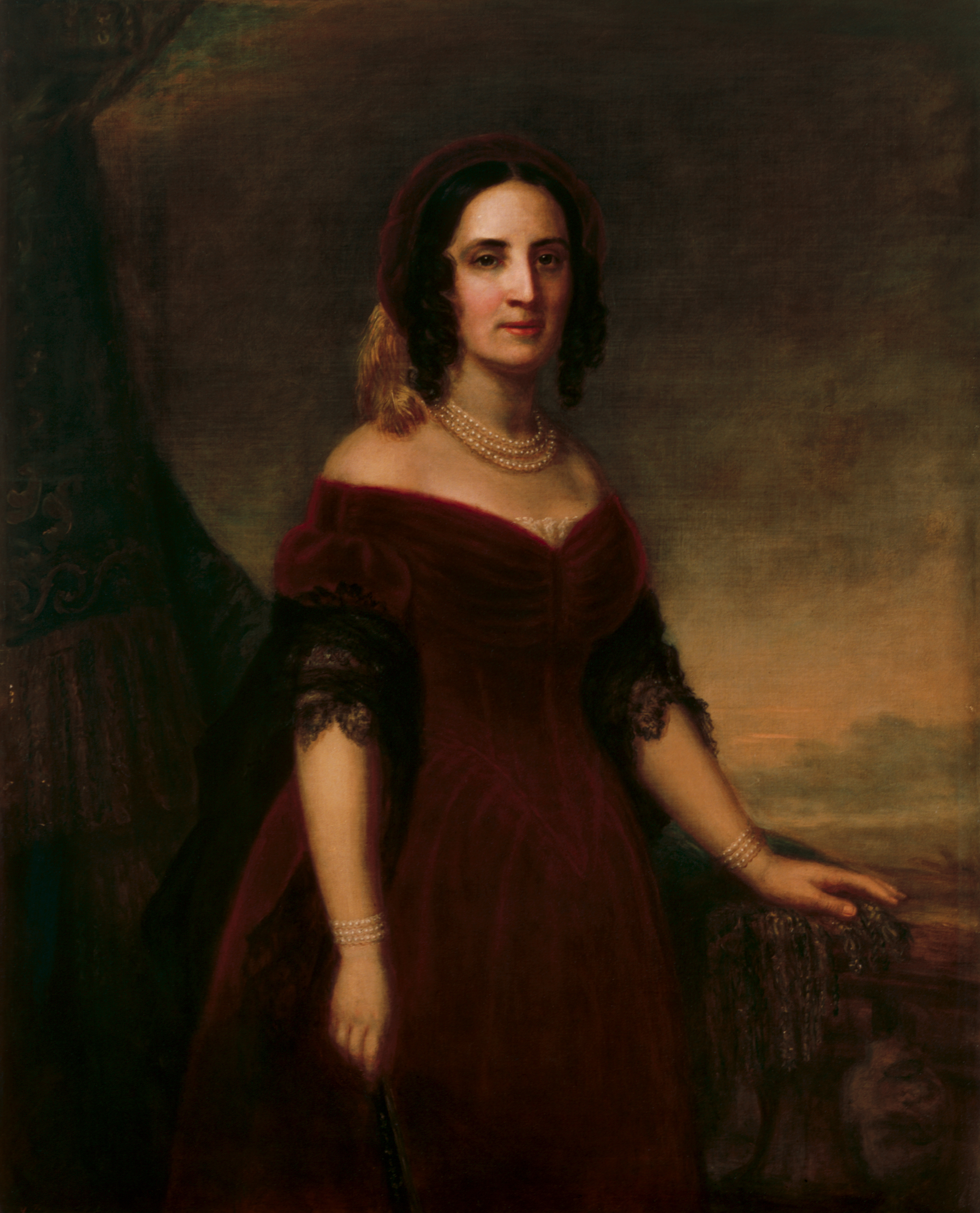
사라 포크 여사

머프리스보로 근처에서 포크는 부유 계급 시골 상인의 딸 사라 차일드레스(1803~91)를 만났다. 그녀는 엄한 종교적 환경에서 잘왔고 세일럼 여성 아카데미에서 수학하였다.
둘은 1824년 새해 첫날에 결혼하였다. 사라 여사는 남편의 정치적 경력에 용기를 주었고, 남편의 경력을 통하여 자신을 그의 가장 가까운 정치적 조언자로서 증명하였다. 부부는 자식들이 없었다.

### 하원 의원
1825년 포크는 미국 하원의 7연속 기간들 중에 첫 번째로 선출되었다. 그는 연소자 의원들 중의 하나였고 자신을 충성스러운 민주당원으로 설립하였다. 그는 1824년 선거에서 잭슨을 꺾은 존 퀸시 애덤스 대통령의 정책들을 격심히 반대하면서 주의를 끌어들였다.
1835년 잭슨의 대통령 임기 동안에 포크는 하원의 의장이 되었다.

### 테네시 주지사
1839년 잭슨은 포크를 테네시 주지사 선거에 나가는 데 설득시켰다. 잭슨은 내부적 투쟁과 이전 4년 동안에 휘그당의 승리에 의하여 갈라진 주의 민주당을 연합시키는 데 포크 만이 할 수 있다고 느꼈다. 선거에서 우승한 포크는 취임 연설에서 자신이 주의 권리들을 성원하고 워싱턴 D.C.에서 권력의 중앙집권을 반대하였다고 알렸다.
포크는 내슈빌의 사회 생활을 멀리하였다. 1841년에 휘그당의 압도적 대승리에서 패하였다가 1843년에도 다시 패하고 말았다.
그 동안 포크의 이익들은 국가적 장면으로 돌아가고 말았다. 그는 부통령 후보를 위한 잭슨의 성원을 가졌다고 느껴졌다.

### 1844년 대통령 선거

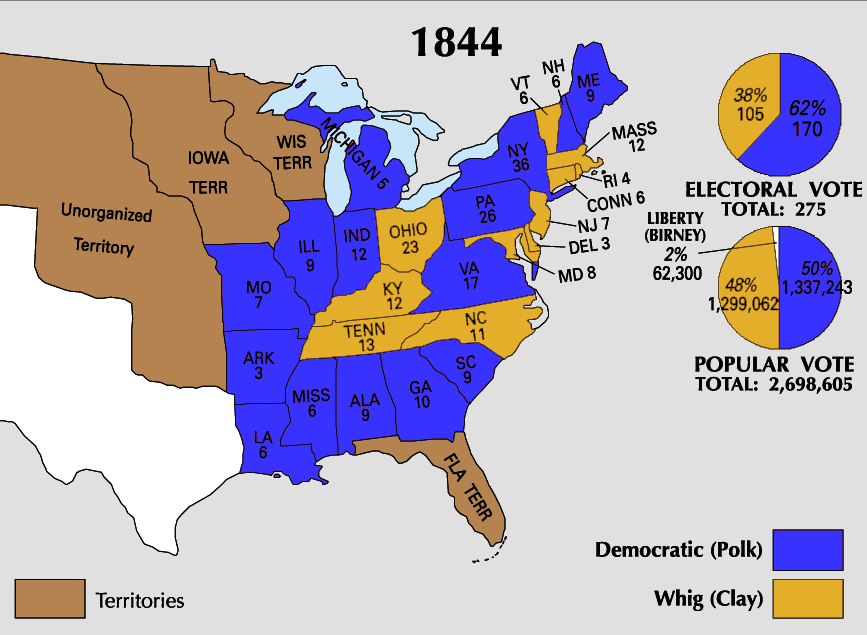
1844년 대통령 선거 지도

사정들의 결합이 이제 잭슨의 손에 들어왔다. 마틴 밴 뷰런 전 대통령은 민주당 후보전에서 또 다시 앞서간 후보자였다. 텍사스의 합병이 그 날의 주요 정치적 논점이었다. 밴 뷰런은 멕시코와의 전쟁으로 이끌 것 같은 느낌이 들어 즉시 합병을 반대하였다. 이 자세는 밴 뷰런에게 노예 영토를 늘이는 것을 추구하는 서부와 남부의 성원을 들였다. 포크는 똑똑하게 텍사스와 오리건이 권리에 의하여 항상 미국에 속해있었다고 주장하였다.
1844년 민주당 대통령 부호 회의에서 밴 뷰런은 투표 3분의 2를 얻는 데 실해하였고, 그러고나서 후보를 위한 요구를 하였다. 대의원들은 밴 뷰런이나 그의 경쟁자인 전 프랑스 주재 공사 미시간주의 루이스 캐스에 동의할 수 없었다. 8번째 비밀 투표에서 역사가이자 매사추세츠주의 대의원 조지 뱅크로프트는 포크를 타협적인 후보로서 제안하였다. 대의원들은 뉴욕주의 상원 사일러스 라이트를 부통령 후보로 지명하였으나, 라이트는 거부하였다. 그러고나서 민주당원들은 펜실베이니아주의 변호사 조지 M. 댈러스를 부통령 후보로 지명하였다.
휘그당원들은 켄터키주의 전 상원 헨리 클레이를 대통령 후보로, 뉴저지주의 상원 시어도어 프렐링하이센을 부통령 후보로 지명하였다. 클레이는 만약 자신이 텍사스 합병을 성원하였다면 북부의 반노예주의자들의 투표를 잃을 것 같은 근심의 이유로 선거 운동에서 합병 논점을 제외시켰다. 포크는 합병을 위한 솔직한 자세를 취하여 약 4만 투표에 의하여 선거를 이겼다.

## 대통령 재임

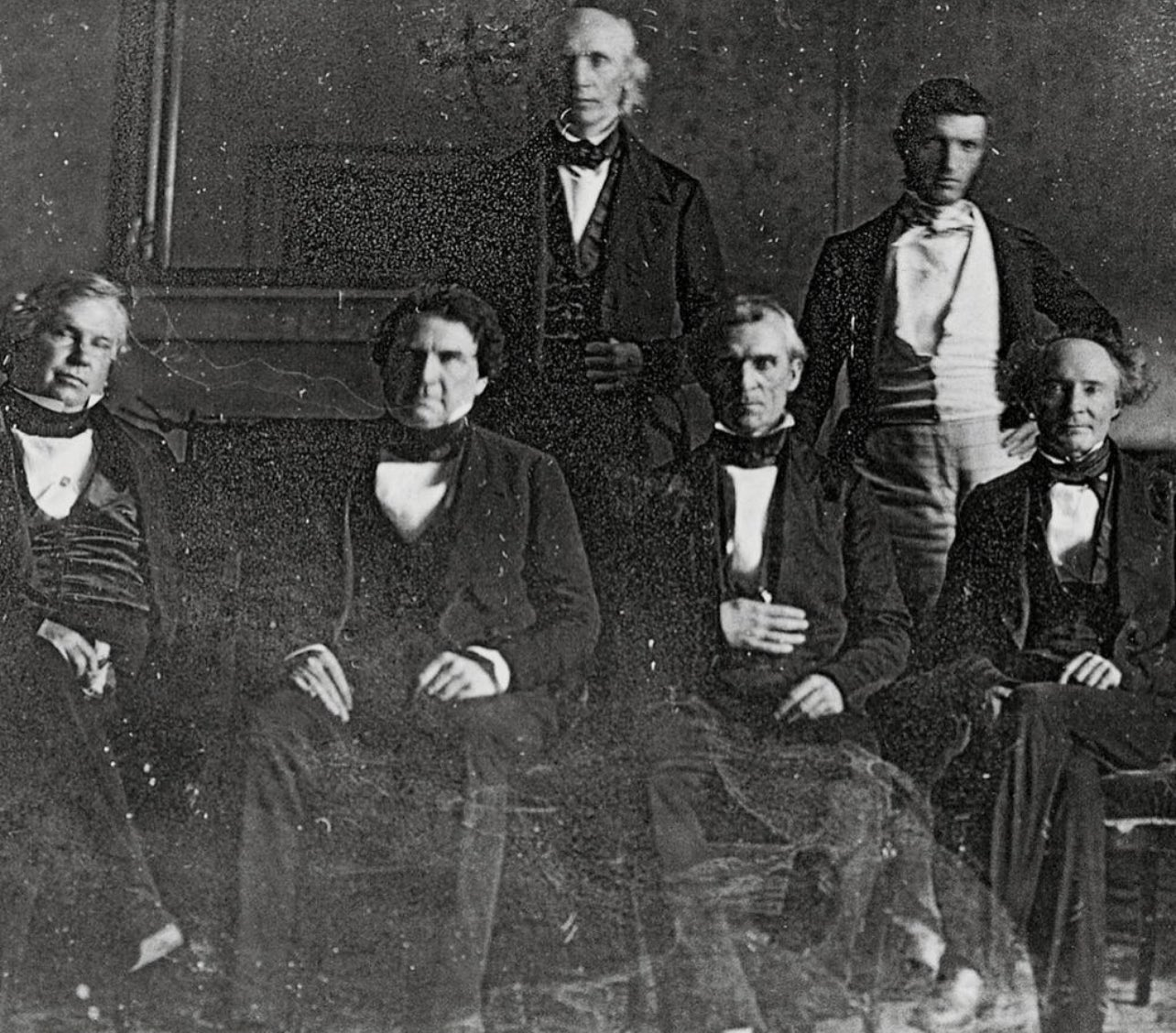
포크 내각 (국무부 장관 제임스 뷰캐넌이 빠져있다)

포크의 취임식이 열리는 동안에 춥고 나란한 비가 워싱턴의 비포장 거리들을 휩쓸었다. 그는 뱅크로프트를 해군 장관으로 임명하였다.
포크의 4가지 목적들은 첫째로 관세의 삭감, 둘째로 독립적 재무성의 재설립, 셋째로 영국과 함께 오리건 경계지방 논쟁의 해결, 넷째로 캘리포니아의 획득이다.

### 관세 삭감
포크는 오랫동안 세입을 위한 관세에 호의를 가져왔다. 재무 장관 로버트 J. 워커는 관세법을 도입하였으며 1849년 의회가 통과시켰다.
워커 관세는 어떤 보호적 특징들을 포함하였다. 그러나 그 법률은 차와 커피를 면세로 인정하였고 또한 비율을 낮추었다. 이 법률은 정부의 행정 지부에서 도입한 첫 관세였으며, 수입품의 양에보다 가치에 기초를 처음으로 두었다.

### 독립적 재무성
관세 법안이 통과된 지 1주 후 안에 의회는 연방적 기금들을 보유하고 지불하는 데 독립적인 재무성을 세웠다. 재무성 분국들이 몇몇의 주요 도시들에 설립되었다.
밴 뷰런 대통령은 연방적 수탁인들과 개인적인 비지니스와 주립 은행들의 독립을 창시하는 데 의회를 설득시킨 바 있다. 그러나 휘그당은 1841년 법률을 위소하였다.
1846년 독립적 재무성 법안은 의회가 1913년에 연방 준비 제도를 설립한 법률을 통과시킬 때까지 국가 재정 제도의 근거를 이루었다.

### 오리건 열기
오리건 열기가 1840년대 초반에 나라를 휩쓸었다. 1843년의 시작에 수천명의 개척자들이 오리건 산길을 따라 여행하면서 오리건 영토에 있는 윌리어밋 강과 컬럼비아 강의 둑에 정착하였다. 컬럼비아 강의 북쪽을 강하게 설립한 영국인들은 영토의 전체를 주장하였다. 미국과 영국 간의 논쟁은 1818년 함께 영유하는 동의서에 의하여 해결되었다. 이제 많은 의원들이 그 동의서의 종지부를 요청하였다. 그들은 54도 40치의 위도에 자리잡은 북쪽의 모든 길로 영토의 미국 소유를 부르짖었다.
1844년 대통령 선거 운동이 일어나는 동안에 포크는 거기에 미국인 정착자들 때문에 오리건 영토는 "명확하고 의심할 나위 없다"는 데 타이틀을 주장하였다. 대통령으로서 그는 자신의 자세를 수정하였다. 그는 영국과 논쟁의 영토를 둘러싼 싸움을 원하지 않았고, 특히 멕시코와의 전쟁이 가까이 다가오고 있다는 이유였다.
첫째로 포크는 49선에 놓인 타협을 일찍이 받은 제공을 회복시켰다. 영국은 제공을 거절하였으나, 후에 1846년 오리건 조약의 기초가 된 같은 제안을 만들었다.

### 멕시코 전쟁
멕시코 전쟁은 캘리포니아의 획득으로서 포크의 4번째 목적을 이루었다. 일찍이 그는 멕시코로부터 캘리포니아를 사들이는 제공을 하였다. 그러나 멕시코는 그것이 당시 텍사스를 둘러싼 논쟁에 커진 이유로 판매의 목적이 없었다.
미국이 텍사스를 병합하였으나, 멕시코는 새로운 주를 위한 경계에 동의나 주장에 포기하는 데 거절하였다. 포크는 그러고나서 미군들을 누에세스 강의 남쪽에 자리잡은 논쟁적 영토 점령지에 파견하였다. 재커리 테일러 장군은 리오그란데강의 둑에 전진하였다. 1846년 4월 25일 멕시코 군인들은 마타모로스 근처에 있는 강을 건너 미군의 기병대와 전투를 벌였다. 5월 11일 포크는 "멕시코가 미국의 경계를 지나 우리의 영토를 침략하였고 미국인의 피를 미국의 흙에 흘리게 하였다"고 말하면서 의회에 전쟁을 선언하는 요청을 하였다.
멕시코 전쟁은 미국의 승리로 끝났다. 1848년 화평 조약 아래에서 멕시코는 텍사스에 모든 요구들을 포기하였고 오늘날의 캘리포니아, 애리조나, 콜로라도, 네바다, 유타, 뉴멕시코, 와이오밍을 미국에 넘겨주었다. 미국은 대지를 위한 1천 5백만 달러를 멕시코에 지불하였다.

### 포크 독트린
멕시코 전쟁이 끝난 지 몇달 후에 포크는 의회에 특별한 전갈에서 먼로 독트린을 다시 단언하고 넓혔다. 포크는 독트린은 "더 이상 유럽인들의 식민지나 영토가 아닌 우리의 해결된 정책이며, 우리의 동의와 함께 북아메리카 대륙의 어느 지역에서 자라거나 설립될 것이다"고 말하였다.
포크는 미주 국가들 사이에 관계들에서 유럽의 간섭을 덮는 데 독트린을 늘였다.

## 퇴임 후

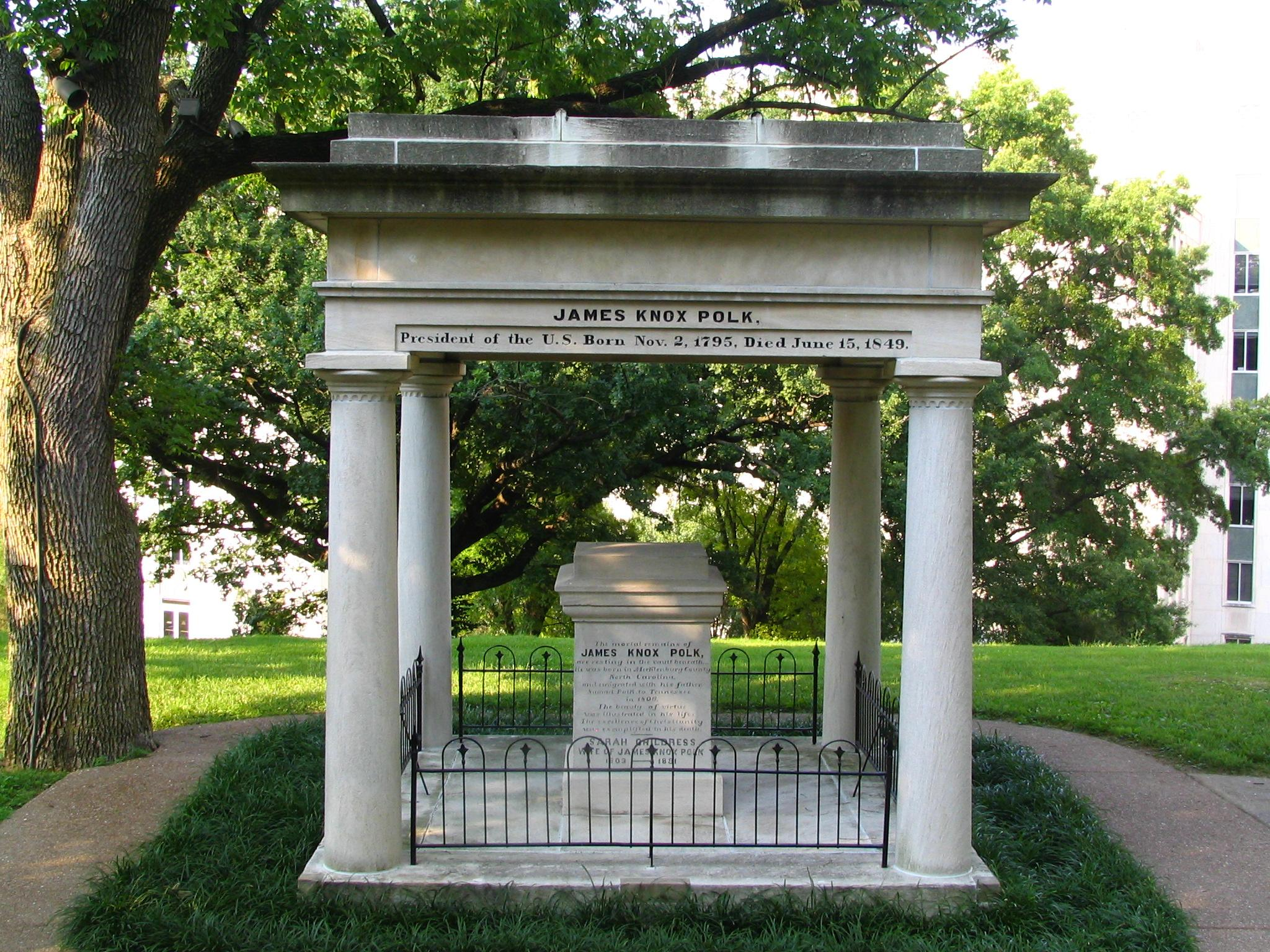
내슈빌에 있는 포크의 묘비

후임자 재커리 테일러가 취임식을 가진 후에 백발이 다 된 포크는 고향 내슈빌로 돌아왔다. 콜레라에 걸린 그는 1849년 6월 15일 저택에서 사망하였다. 향년 54세.
시립 공동 묘지에 안장되었다가 후에 자신의 사유지 "포크 플레이스"에 재안장되었다. 사라 여사는 1891년까지 거기서 살다가 남편 옆에 안장되었다.
1893년 포크의 유해는 내슈빌의 테네시주 의사당의 마당에 놓인 묘비로 옮겨졌다.

## 역대 선거 결과
| 선거명      | 직책명                      | 대수 | 정당          | 득표율  | 득표수 (선거인단)   | 결과 | 당락                   |
| ----------- | --------------------------- | ---- | ------------- | ------- | ------------------- | ---- | ---------------------- |
| 1825년 선거 | 하원의원 (테네시 제6선거구) | 19대 | 잭슨파 민주당 | 35.32%  | 3,659표             | 1위  | 테네시주 하원의원 당선 |
| 1827년 선거 | 하원의원 (테네시 제6선거구) | 20대 | 잭슨파 민주당 | 56.56%  | 6,351표             | 1위  | 테네시주 하원의원 당선 |
| 1829년 선거 | 하원의원 (테네시 제6선거구) | 21대 | 잭슨파 민주당 | 100.00% | 9,963표             | 1위  | 테네시주 하원의원 당선 |
| 1831년 선거 | 하원의원 (테네시 제6선거구) | 22대 | 잭슨파 민주당 | 100.00% | 9,239표             | 1위  | 테네시주 하원의원 당선 |
| 1833년 선거 | 하원의원 (테네시 제9선거구) | 23대 | 잭슨파 민주당 | 68.52%  | 4,751표             | 1위  | 테네시주 하원의원 당선 |
| 1835년 선거 | 하원의원 (테네시 제9선거구) | 24대 | 민주당        | 100.00% | 5,165표             | 1위  | 테네시주 하원의원 당선 |
| 1837년 선거 | 하원의원 (테네시 제9선거구) | 25대 | 민주당        | 100.00% | 4,245표             | 1위  | 테네시주 하원의원 당선 |
| 1839년 선거 | 테네시 주지사               | 9대  | 민주당        | 51.27%  | 54,062표            | 1위  | 테네시 주지사 당선     |
| 1840년 선거 | 미국의 부통령               | 10대 | 민주당        | 0.34%   | 1표                 | 3위  | 낙선                   |
| 1841년 선거 | 테네시 주지사               | 10대 | 민주당        | 48.44%  | 50,343표            | 2위  | 낙선                   |
| 1843년 선거 | 테네시 주지사               | 10대 | 민주당        | 47.62%  | 51,819표            | 2위  | 낙선                   |
| 1844년 선거 | 미국의 대통령               | 11대 | 민주당        | 49.54%  | 1,339,494표 (170명) | 1위  |                        |